# Apophylia variicollis
Apophylia variicollis es un coleóptero de la familia Chrysomelidae.
Fue descrita científicamente por primera vez en 1927 por Laboissiere.